# Давыдов, Евгений Владимирович
Евгений Владимирович Давыдов (род. 1953) — советский борец классического стиля, чемпион СССР, мастер спорта СССР международного класса (1978). Увлёкся борьбой в 1968 году. В 1972 году выполнил норматив мастера спорта СССР. Участвовал в пяти чемпионатах СССР. Победитель международных турниров. Выступал в полулёгкой весовой категории (до 62 кг). Наставниками Давыдова были А. И. Бильданов и Анатолий Винник.

## Спортивные результаты
- Чемпионат СССР по классической борьбе 1979 года — ;